# Винная кислота
Ви́нная кислота́ (виннокаменная кислота, кислота, тартаровая кислота, 2,3-дигидроксибутандиовая кислота) {\displaystyle {\ce {HOOC-CH(OH)-CH(OH)-COOH}}} — двухосновная гидроксикислота. Соли и анионы винной кислоты называют тартратами.

## Изомерия
Известны три стереоизомерные формы винной кислоты: D-(−)-энантиомер (слева вверху), L-(+)-энантиомер (справа вверху) и мезо-форма (мезовинная кислота):
Рацемическая смесь энантиомерных винных кислот известна как виноградная кислота.

## Получение
Винная кислота — распространённое природное соединение. В значительном количестве она содержится в кислом соке многих фруктов, например, в виноградном соке.
D-винную кислоту получают действием минеральных кислот на её кислую калиевую соль (винный камень), образующуюся при брожении виноградного сока.
При пиролизе D-винная кислота декарбоксилируется с образованием пировиноградной {\displaystyle {\ce {CH3(CO)COOH}}} и пировинной (метилянтарной) {\displaystyle {\ce {HOOCCH(CH3)CH2COOH}}} кислот. Она восстанавливается до янтарной кислоты, восстанавливает аммиачный раствор {\displaystyle {\ce {AgNO3}}} до {\displaystyle {\ce {Ag}}}; в щелочной среде растворяет {\displaystyle {\ce {Cu(OH)2}}} с образованием прозрачного ярко-синего раствора — реактива Фелинга.

## Применение
Применяется в пищевой промышленности (пищевая добавка Е334), в медицине, в аналитической химии для обнаружения альдегидов, сахаров и др., в химической и фармакологической промышленности для разделения рацематов органических веществ на изомеры. Соли винной кислоты (тартраты) используются в медицине, при крашении тканей и др.